# Rafael Jódar
Rafael Jódar (* 17. September 2006) ist ein spanischer Tennisspieler. Er gewann 2024 die Juniorenausgabe der US Open im Einzel.

## Karriere
Rafael Jódar spielte von 2022 bis 2024 auf der ITF Junior Tour. Nachdem er 2022 einen kleinen Titel gewonnen hatte, feierte er 2023 mit fünf Einzeltiteln, darunter zwei Turniersiege der Kategorie J300, seinen Durchbruch. Im selben Jahr gab er sein Debüt bei den US Open, seinem ersten Grand-Slam-Turnier, schied jedoch in der ersten Runde aus.
2024 setzte Jódar seine Erfolge fort und gewann mit den J1 Roehampton und J1 College Park zwei weitere J300-Turniere. Sein größter Triumph bei den Junioren gelang ihm bei den US Open 2024, wo er auf dem Weg zum Titel die topgesetzten Spieler Kaylan Bigun (Nummer 2), Rei Sakamoto (Nummer 3) und Nicolai Budkov Kjær (Nummer 1) nacheinander besiegte. Am Ende der Saison erreichte er das Finale der ITF Junior Masters, musste sich dort jedoch Mees Röttgering geschlagen geben. Seine höchste Platzierung in der Junioren-Rangliste war Rang 4.
Seine Profikarriere begann Jódar 2023 mit ersten Turnierteilnahmen, die ihm auch erste Punkte in der Tennisweltrangliste einbrachten. Auf der ITF Future Tour zog er im Juli 2024 erstmals in ein Finale ein, was ihn unter die Top 900 der Weltrangliste brachte. Jódar hat angekündigt, ab Mitte 2024 für die University of Virginia zu spielen, nachdem er eine entsprechende Absichtserklärung unterzeichnet hatte.

## Erfolge
| Legende (Anzahl der Siege) |
| Grand Slam                 |
| ATP Finals                 |
| ATP Tour Masters 1000      |
| ATP Tour 500               |
| ATP Tour 250               |
| ATP Challenger Tour (1)    |

### Einzel

#### Turniersiege
| Nr. | Datum           | Turnier     | Belag     | Finalgegner | Ergebnis |
| --- | --------------- | ----------- | --------- | ----------- | -------- |
| 1.  | 16. August 2025 | Hersonissos | Hartplatz | Dan Added   | 6:4, 6:2 |